# Route nationale 12 (Argentine)
Pour les articles homonymes, voir Route nationale 12.

La Route nationale 12 est en rouge sur la carte.

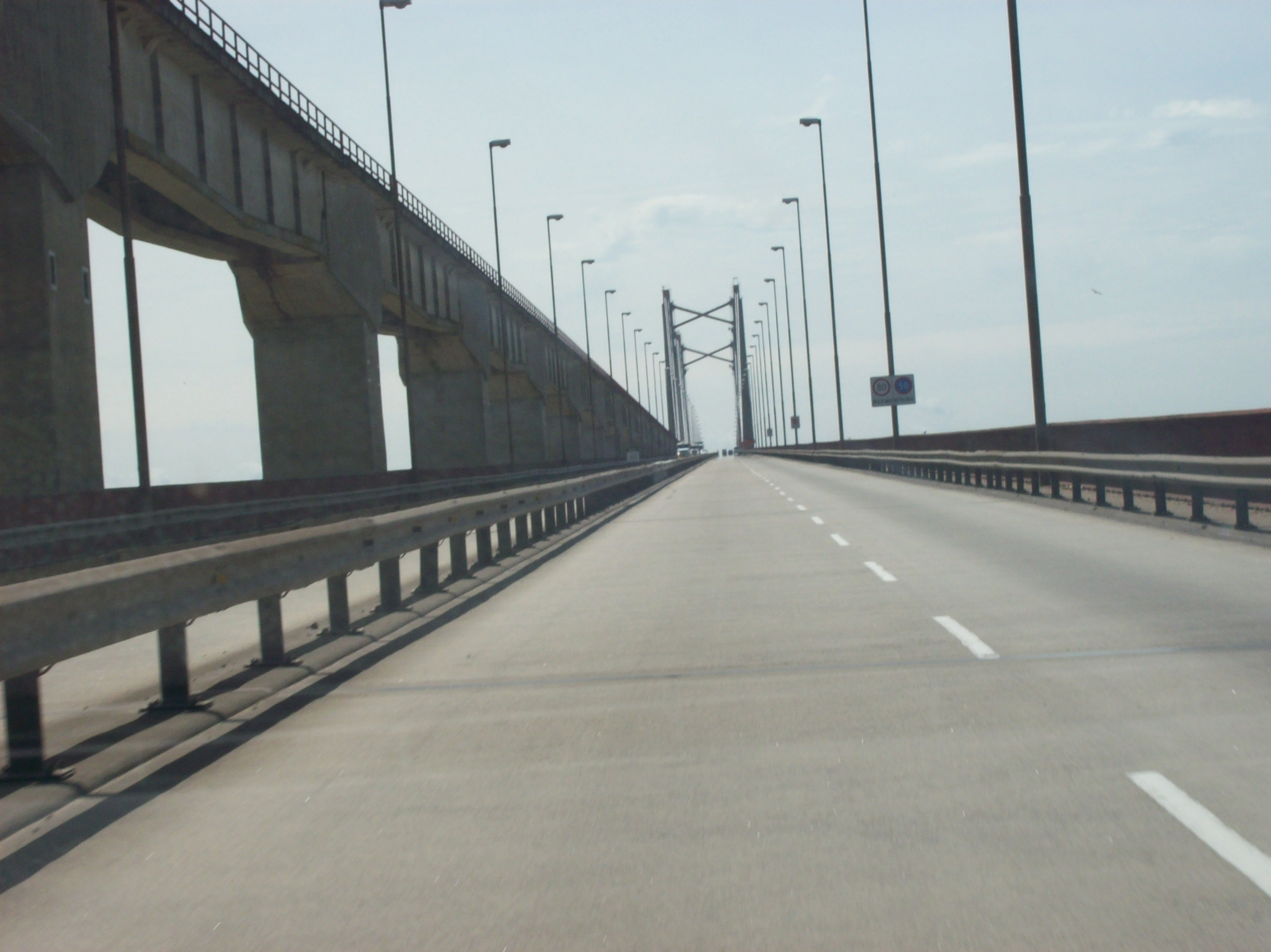
Le pont Urquiza sur le Paraná Guazú, à la frontière entre les provinces de Buenos Aires et d'Entre Ríos.

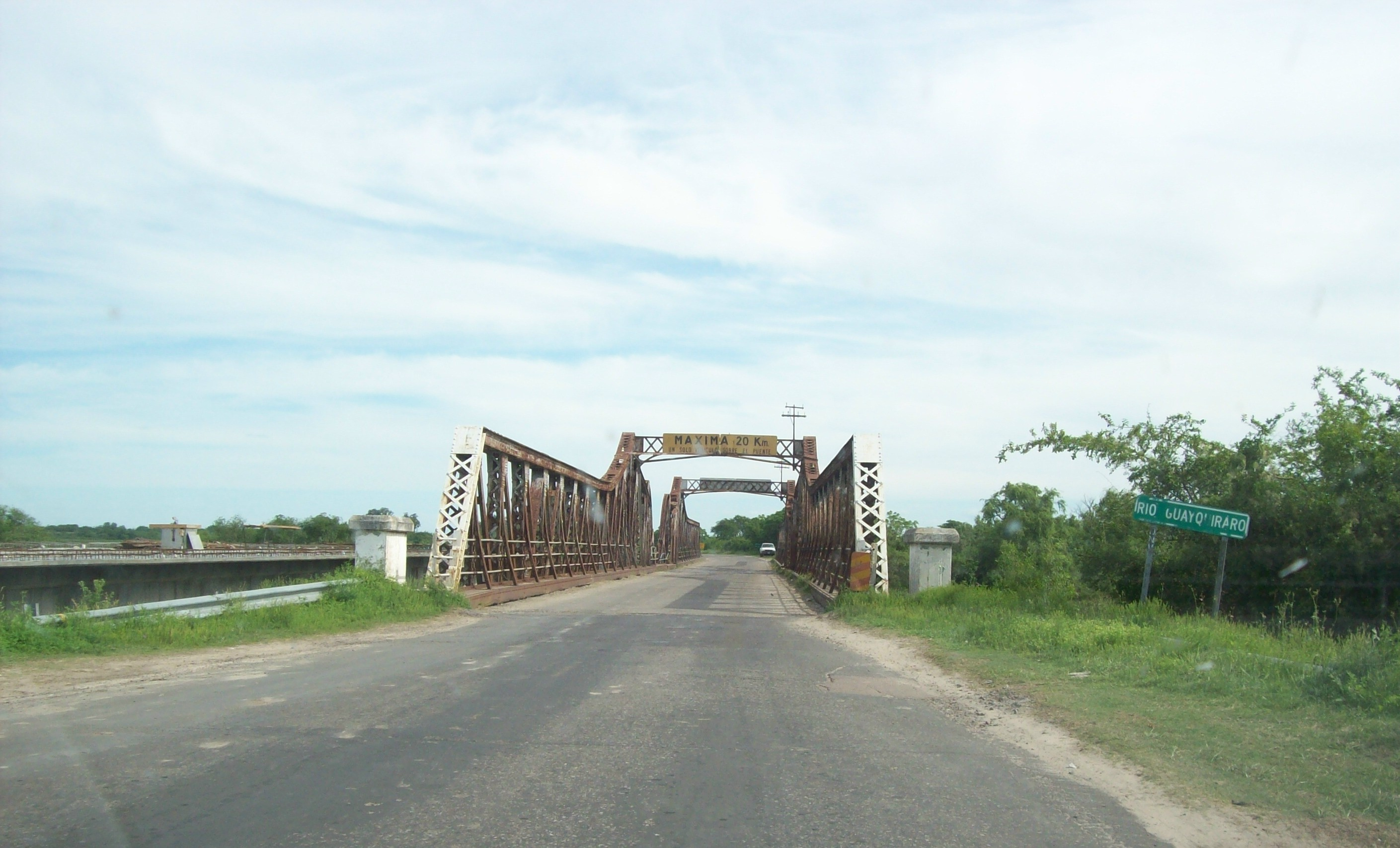
Pont sur le río Guayquiraró à la frontière entre les provinces de Corrientes et d'Entre Ríos inauguré en 1938. À gauche : nouveau pont en construction.

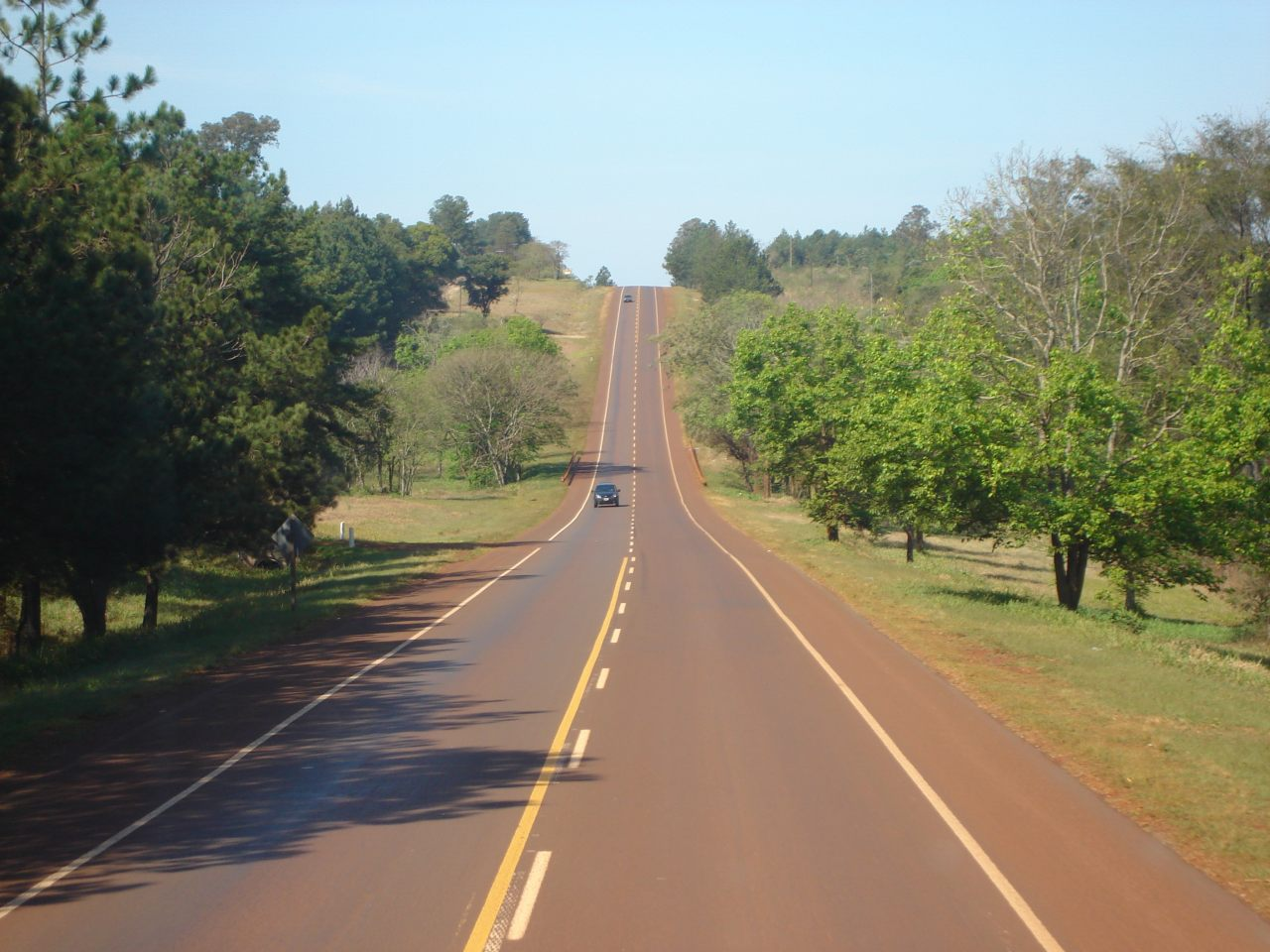
La Route nationale 12 aux environs de Puerto Iguazú (Province de Misiones)

La Route nationale 12 est une route d'Argentine, qui relie la région de la Mésopotamie avec le reste du pays. Elle passe par les provinces de Misiones, de Corrientes d'Entre Ríos et de Buenos Aires.
Elle débute dans la ville de Zárate, province de Buenos Aires et traverse là le río Paraná, grâce au pont Zárate-Brazo Largo et prend fin au pont international Tancredo Neves, à Puerto Iguazú. Ce pont traverse le río Iguazú, frontière naturelle avec le Brésil. 
La route a une longueur de 1 580 kilomètres, totalement asphaltés.

## Villes traversées

### Province de Buenos Aires
Parcours : 30 km (km 82 à 112).
- Partido de Zárate : Zárate (km 84).
- Partido de Campana : pas de localités.
- Partido de Zárate Secteur des Îles : pas de localités.

### Province d'Entre Ríos
Parcours : 535 km (km 112 à 647).
- Département d'Islas del Ibicuy : pas de localité de plus de 5 000 hab.
- Département de Gualeguay : Gualeguay (km 231)
- Département de Nogoyá : Nogoyá (km 337).
- Département de Diamante : General Ramírez (km 376)
- Département de Paraná : Crespo (km 401), Sauce Montrull, San Benito, La Picada et Paraná (km 445).
- Departamento La Paz : La Paz (km 601).

### Province de Corrientes
Parcours : 678 km (km 647 à 1 325). 
- Département d'Esquina : Esquina (km 684)
- Département de Goya : Goya (km 795)
- Département de Lavalle : pas de localité de plus de 5 000 hab.
- Département de San Roque : San Roque (km 902)
- Département de Bella Vista : pas de localité de plus de 5 000 hab.
- Département de Saladas : Saladas (km 943)
- Département d'Empedrado : Empedrado (km 977)
- Département Capitale : Corrientes (km 1 030)
- Département de San Cosme : San Cosme (km 1 061)
- Département d'Itatí : Itatí (km 1 089)
- Département de Berón de Astrada : pas de localité de plus de 5 000 hab.
- Département de General Paz : pas de localité de plus de 5 000 hab.
- Département de San Miguel : pas de localité de plus de 5 000 hab.
- Département d'Ituzaingó : Ituzaingó (km 1 256)

### Province de Misiones
Parcours : 317 km (km 1 325 à 642).
- Département Capitale : Posadas (km 1 344), Miguel Lanús (km 1 347) et Garupá (km 1 354).
- Département de Candelaria : Candelaria (km 1 361) et Santa Ana (km 1 383).
- Département de San Ignacio : San Ignacio (km 1 398) et Jardín América (km 1 437).
- Département de Libertador General San Martín : Puerto Rico (km 1 473).
- Département de Montecarlo : Montecarlo (km 1 521) et Puerto Piray (km 1 531).
- Département d'Eldorado : Eldorado (km 1 543).
- Département d'Iguazú : Puerto Esperanza (km 1 591), Wanda (km 1 601), Puerto Libertad (km 1 608) et Puerto Iguazú (km 1 640).